# Lübzow (Perleberg)
Lübzow ist ein Ortsteil der Stadt Perleberg im Landkreis Prignitz.

## Geografie
Lübzow liegt im Nordosten der Stadt Perleberg. Südöstlich benachbart ist der Perleberger Ortsteil Rosenhagen, südwestlich liegt Spiegelhagen. Im Nordwesten schließt sich Groß Buchholz, im Norden Groß Linde an. Im Osten grenzt Lübzow an die Gemeinde Groß Pankow (Prignitz).
Die Nordgrenze von Lübzow folgt hauptsächlich dem Verlauf der Stepenitz, die hier durch das Naturschutzgebiet Stepenitz fließt. Nur im Westen des Ortsteils gehört ein kleines Stück Land nördlich des Flusses zu Lübzow. In diesem Gebiet, an der Grenze zu Groß Linde, liegt die Wüstung Golm.
An der Ostgrenze des Ortsteils findet sich die Ortslage Lübzow Ausbau.

## Geschichte
Die erste bekannte urkundliche Erwähnung Lübzows stammt aus dem Jahre 1312 (Lubbezow).
Der Ort wurde am 1. Juli 1950 nach Groß Linde eingemeindet. Am 1. Januar 1974 erfolgte die Eingliederung in die Kreisstadt Perleberg.

## Bauwerke
Die Lübzower Dorfkirche ist die kleinste Kirche der Prignitz. Der Mischbau aus Feldsteinen und Ziegeln weist eine Länge von 10,60 m auf.

## Einwohnerentwicklung
| Datum         | Einwohner |
| ------------- | --------- |
| 1800          | 093       |
| 1817          | 081       |
| 1840          | 161       |
| 1858          | 170       |
| 1895          | 133       |
| 1925          | 149       |
| 1939          | 134       |
| 1946          | 172       |
| 1. Jan. 2011  | 121       |
| 31. Dez. 2012 | 120       |